# Élections constituantes de 1945 dans le Morbihan
Les élections constituantes françaises de 1945 se déroulent le 21 octobre.

## Mode de scrutin
Les députés sont élus selon le système de représentation proportionnelle suivant la règle de la plus forte moyenne dans le département, sans panachage ni vote préférentiel. Il y a 586 sièges à pourvoir.
Dans le département du Morbihan, sept députés sont à élire.

## Élus
Les sept députés élus sont : 
| Identité              | Parti | Parti   |
| --------------------- | ----- | ------- |
| Ernest Pezet          |       | MRP     |
| Paul Ihuel            |       | MRP     |
| Denis Le Berre        |       | MRP     |
| Marie Texier-Lahoulle |       | MRP     |
| Jean Le Coutaller     |       | SFIO    |
| Louis Guiguen         |       | PCF     |
| Alphonse Rio          |       | Rad-Soc |

## Résultats

### Résultats à l'échelle du département
| Parti          | Parti                                            | Tête de liste     | Résultats | Résultats | Sièges | Sièges |
| Parti          | Parti                                            | Tête de liste     | Voix      | %         |        |        |
| -------------- | ------------------------------------------------ | ----------------- | --------- | --------- | ------ | ------ |
|                | Mouvement républicain populaire                  | Ernest Pezet      | 129 996   | 55,38     | 4      |        |
|                | Section française de l'Internationale ouvrière   | Jean Le Coutaller | 41 434    | 17,65     | 1      |        |
|                | Parti communiste français                        | Louis Guiguen     | 35 279    | 15,03     | 1      |        |
|                | Parti républicain, radical et radical-socialiste | Alphonse Rio      | 28 011    | 11,93     | 1      |        |
|                |                                                  |                   |           |           |        |        |
| Inscrits       | Inscrits                                         | Inscrits          | 319 547   |           | 7      |        |
| Votants        | Votants                                          | Votants           | 242 023   | 75,74     |        |        |
| Blancs et nuls | Blancs et nuls                                   | Blancs et nuls    | 7 303     | 3,02      |        |        |
| Exprimés       | Exprimés                                         | Exprimés          | 234 720   | 96,98     |        |        |